# Duolandrevus dohrni
Duolandrevus dohrni är en insektsart som beskrevs av Andrej Vasiljevitj Gorochov 1999. Duolandrevus dohrni ingår i släktet Duolandrevus och familjen syrsor. Inga underarter finns listade i Catalogue of Life.